# Trofeo Internacional Club Laieta Barcelona 2005
Il Trofeo Internacional Club Laieta Barcelona 2005 è stato un torneo di tennis facente parte della categoria ATP Challenger Series nell'ambito dell'ATP Challenger Series 2005. Il torneo si è giocato a Barcellona in Spagna dal 6 all'11 giugno 2005 su campi in terra rossa.

## Vincitori

### Singolare
Sergio Roitman ha battuto in finale  Tejmuraz Gabašvili con il punteggio di 6–2, 6–3

### Doppio
Óscar Hernández /  Gabriel Trujillo Soler hanno battuto in finale  Álex López Morón /  Albert Portas con il punteggio di 7–5, 6–4